# 陈柏庐
陳柏廬（英語：Peter Chen Bai-lu；1914年5月23日—2009年11月5日；聖名：伯多禄）是中國籍天主教主教及中國天主教愛國會成員。曾任永年教區主教（1988年-1999年）。。 

## 生平
陳柏廬出生於1914年5月23日（甲寅年4月29日），在中華民國河北省廣平縣南高曲村的信徒家庭。1926年至1931年期間，在人大名教會小學讀書。1931年，他17歲時進永年教區備修院。1937年，換到獻縣總修院學習哲學。1940年，返回到永年教區備修院教拉丁文。1940年至1944年期間，在景縣若石總修院學習神學。1944年畢業後回到永年教區，及在同年5月18日，於威縣趙莊主教座堂由崔守恂主教晉鐸。晉鐸後，出任成安縣堂區主任司鐸兼管醫院。
1949年10月1日，中國共產黨在中國大陸地區建立中華人民共和國，並開始針對天主教進行宗教迫害及打壓，教會已經無法正常運作。1951年，中國政府在全國各地推動三自愛國運動，強迫神職人員斷絕與教宗共融。1958年，他在反右運動中被打成右派及下放到雞澤縣農村勞動改造。1966年文化大革命期間被捕入獄，並在1970年假釋返回南高曲村家鄉。改革開放後教會逐步恢復運作，他恢復在成安縣的一些教務。
1986年4月29日，陳柏廬72歲時由地下教會團體山西洪洞教區主教韓廷弼秘密晉牧，其後獲得時任教宗若望保祿二世任命永年教區主教，但不獲中國政府承認。後來，陳柏廬選擇加入由政府控制的中國天主教愛國會，並在1988年10月14日舉行的選舉中，當選成為永年教區「公開團體」主教候選人。同年5月29日，在邯鄲中柳林主教座堂公開就任，由獻縣教區主教劉定漢主禮。1994年，陳柏廬主教創辦魏縣大眾醫院。
1999年，陳柏廬主教在85歲時榮休，由地下教會團體韓鼎祥主教繼續擔任正權主教。2009年11月5日上午，陳柏廬主教在他本人創辦的魏縣大眾醫院去世，年95歲。他是當時中國年長主教之一。同月11日，舉行葬禮及安葬在永年縣前曹莊。